# Darchan-Uul-Aimag

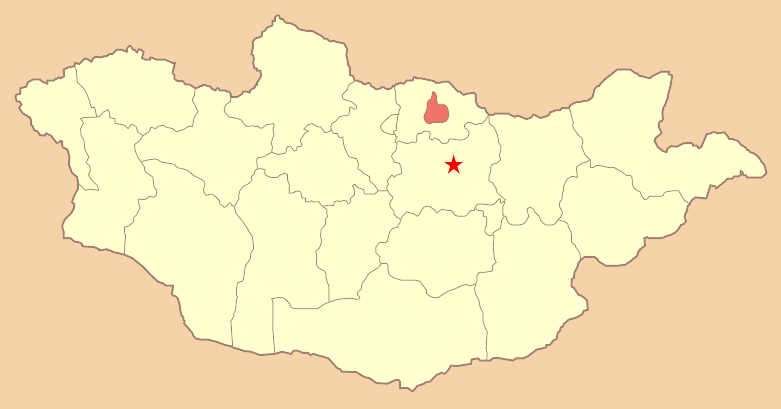

Darchan-Uul-Aimag este un aimag, (provincie) în Mongolia
1. ↑   (PDF) https://www.adb.org/sites/default/files/linked-documents/37697-025-ata.pdf, accesat în 15 februarie 2025 Lipsește sau este vid: |title= (ajutor)